# Hvidbuget larmfugl
Hvidbuget larmfugl (latin: Corythaixoides leucogaster) er en turako, der lever på akaciesavannerne i Somalia, Ethiopien og det nordøstlige Tanzania.